# Anthurium grandifolium
Anthurium grandifolium là một loài thực vật có hoa trong họ Ráy (Araceae). Loài này được (Jacq.) Kunth miêu tả khoa học đầu tiên năm 1841.

## Hình ảnh

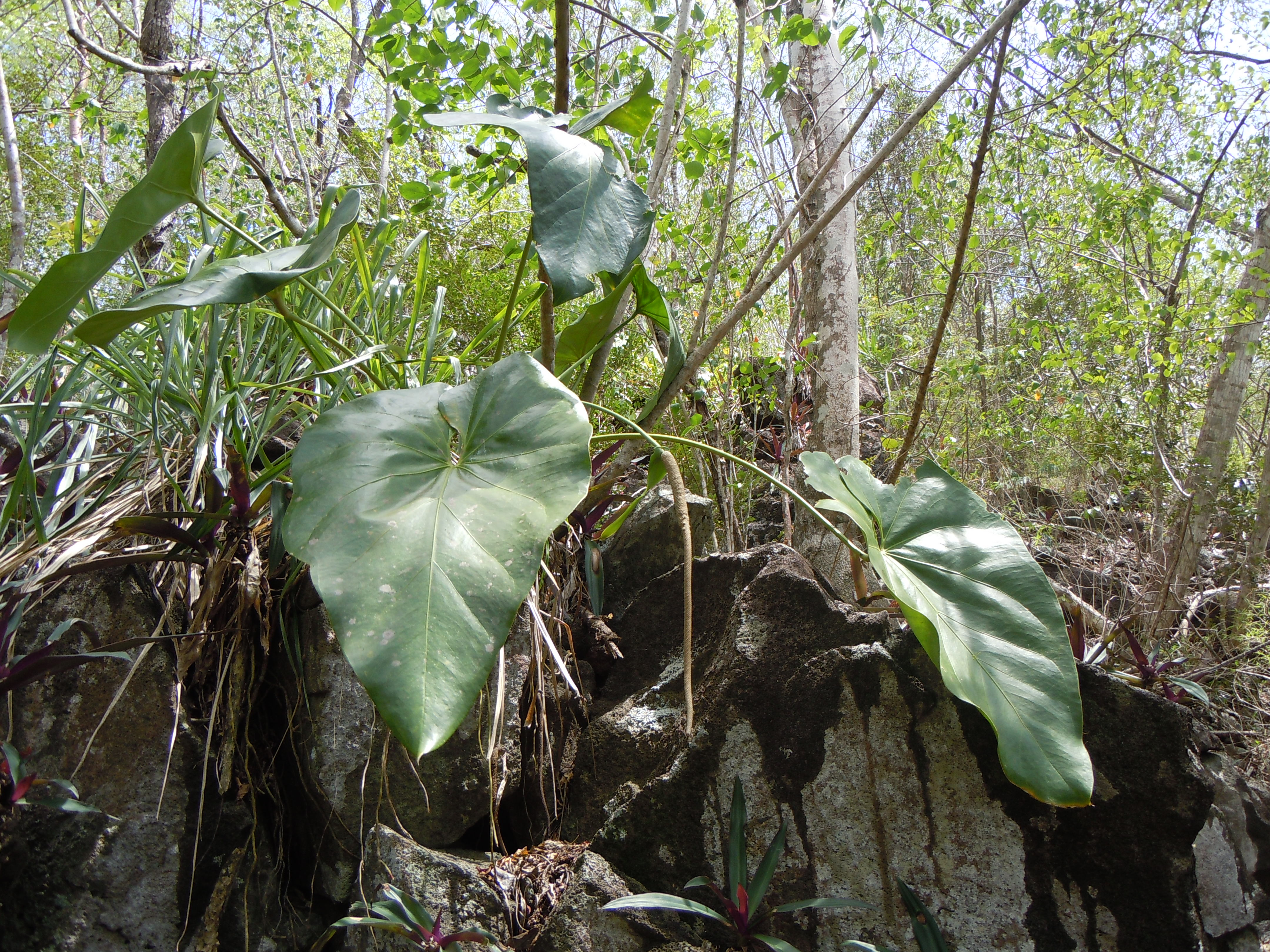